# Pons de Cimiez
Pour les articles homonymes, voir Pons et Saint-Pons.
Pons de Cimiez, plus communément appelé Saint Pons, est un saint chrétien, né à Rome au IIIe siècle, fêté le 14 mai.
Né dans une famille païenne de la noblesse romaine, Pontius, en français Pons ou Ponce, se convertit au christianisme, abandonnant ses biens et prêchant. Il aurait évangélisé la vallée de l'Ubaye.
Il est martyrisé à Cimiez en l'an 257.

## Biographie
Cette biographie est principalement tirée des travaux de l'historien Pierre Gioffredo.
Né dans une famille païenne de la noblesse romaine, en se rendant chez son précepteur, Pons rencontre les chrétiens en cérémonie, présidée par le pape saint Pontien.
Touché par la cérémonie, il décide d'en apprendre plus, et demande aux chrétiens de le former. Le pape prend alors la décision de former saint Pons et son ami Valère (qui sera son biographe) à la foi chrétienne. Ils seront d'ailleurs baptisés ensemble.
À l'âge de 18 ans, saint Pons devient sénateur romain et s'évertua à travailler pour le bien de la ville de Rome.
C'est grâce à son travail qu'il est remarqué par le nouveau pape Fabien, et des empereurs romains :  Philippe l'Arabe et son fils, qui seraient , d'après l'historien Aurélius Victor, les premiers empereurs à se convertir au christianisme.
De ces deux conversions, le culte chrétien commença à se répandre dans l'Empire romain. À la mort des deux empereurs, c'est l'empereur Dèce qui leur succéda. Très rapidement, il prit des mesures contre les chrétiens.
Pons partit donc pour la ville de Cimiez pour continuer son apostolat sachant qu'il était dangereux de rester à Rome. Or le président Claudien suivant les édits, le fit arrêter et demanda des directives à l'empereur Valérien.
Il fut alors condamné à la torture, puis aux jeux du cirque mais rien ne le fit renoncer à sa foi. Il sera donc décapité dans la ville de Cimiez en 261. Son ami Valérien l'enterrera et c'est de ce moment-là que commença le culte de saint Pons.
Un monastère a été créé sur le site de la nécropole romaine abritant son tombeau : l'abbaye Saint-Pons de Nice.
Le culte du saint martyr s'est répandu dans toute la Provence à partir du Xe siècle, quand Raymond Pons, comte de Toulouse, décida de transférer les reliques de Pontius (Pons), noble et sénateur romain, dans le diocèse de Narbonne.
La tête du martyr serait aujourd'hui à l'abbaye de Saint-Victor à Marseille.
Les communes Saint-Pons (Alpes-de-Haute-Provence) et Saint-Pons-de-Thomières (Hérault) portent son nom.